# Filología catalana
La filología catalana es la rama de la filología que se ocupa del estudio de la lengua catalana y su literatura. Esta titulación proporciona una enseñanza literaria y lingüística relacionada con el contexto de dicho idioma y se imparte en Cataluña (URV, UB, UAB, UOC, UdL y UdG), Islas Baleares (UIB), Comunidad Valenciana (UA y UV) y Andorra (UdA), donde recibe el nombre de Grado en Lengua Catalana. Además, la Universidad de Perpiñán, a través del Instituto Franco-Catalán Transfronterizo, ofrece un grado de catalán y un máster de estudios catalanes que ofrecen formación en lengua y literatura junto con otros de historia, economía y geografía de los territorios de habla catalana.

## Objeto de estudio
A lo largo de los cuatro años de carrera, el filólogo catalán, después de aprender las bases de la lingüística y la literatura, realiza un extenso estudio en lengua y literatura catalanas. De este modo, obtiene conocimientos dividido en lengua y en literatura:
- Lengua:
  - Normativa actual
  - Gramática sincrónica: sintaxis, fonética, fonología, morfología, lexicología
  - Gramática diacrónica
  - Dialectología
  - Sociolingüística y política lingüística
  - Creación y redacción de textos
- Literatura:
  - Literatura medieval
  - Literatura moderna
  - Literatura contemporánea
  - Métodos de análisis literario
  - Crítica textual